# Encore (песня)
«Encore», стилизованно — «ƎNCORE» (МФА: [ɒŋˈkɔːʳ], с англ. — «На бис») — песня, которую американский рэпер Eminem выпустил в качестве второго сингла из своего одноимённого пятого студийного альбома Encore. В записи песни приняли участие рэперы Dr. Dre и 50 Cent.
«Encore» — первая совместная песня, которую записали руководители лейблов Shady, Aftermath, G-Unit: Eminem, Dr. Dre и 50 Cent. В 2006 году на 48-й церемонии «Грэмми» песня была номинирована в категории «Лучшее рэп-исполнение дуэтом или группой», но уступила песне «Don’t Phunk with My Heart» группы The Black Eyed Peas.
Через пять лет после выпуска «Encore» её исполнители записали вторую совместную песню «Crack a Bottle», которая вошла в альбом Relapse и на 52-й церемонии «Грэмми» победила в категории, в которой ранее номинировалась «Encore».

## Описание
Eminem в песне говорит о своих карьерных устремлениях следующими словами: «10 мультиплатиновых альбомов, а потом 3 бриллиантовых на мировой сцене, наши песни пулей взлетают на вершины чартов, и успех продолжает расти» (англ. 10 Multi-Platinum albums later three Diamond worldwide, we hit the charts with a bullet, and still climb).
В конце песни он просит слушателей не беспокоиться на счёт третьего альбома Dr. Dre — Detox и говорит, что он выйдет в 2006 году. По состоянию на 2022 год этот альбом так и не вышел.
«Encore» вошла в некоторые варианты сингла «Mockingbird».

## Скит «Curtains Down»
Под девятым номером в списке композиций альбома находится скит «Paul». В нём Пол Розенберг оставляет Eminem’у сообщение на автоответчик, в котором говорит, что узнал о приобретении им пистолета, также он пожелал лично с ним это обсудить. На двенадцатой позиции находится следующий скит альбома — «Em Calls Paul», представляющий собой ответ Полу. В нём Eminem говорит, что у него есть идея, как закончить представление. Относительно пистолета он сказал, что это неправда, но после уронил несколько патронов на пол и разозлился.
Песня «Encore» находится на последней, двадцатой, позиции в альбоме. После её завершения сразу начинается скит «Curtains Down», в котором Eminem возвращается на сцену и со словами «Я чуть не забыл» расстреливает пришедших на концерт зрителей, а после совершает самоубийство. Скит заканчивается фразой «Увидимся в аду», произнесённой механизированным голосом. Скит «Curtains Down» отсутствует в цензурной версии песни.
Многие критики интерпретировали такое завершение альбома как то, что Eminem решил завершить свою музыкальную карьеру. Другие увидели в этом лишь избавление от alter ego Slim Shady. Несмотря на это, alter ego Slim Shady использовалось в следующем альбоме Relapse.

## Рецензии
Сайт HipHopDX назвал «Encore» лучшей песней в альбоме, а Пит Кешмур из NME сказал, что её исполнители достойны аплодисментов.
В то же время Шон Дейли из The Seattle Times назвал эту песню «далёкой от того потрясающего шедевра, который хотели услышать поклонники».
В 2012 году журнал Billboard составил список тридцати лучших песен, которые записал Eminem; в нём «Encore» заняла двадцатое место. Журнал Сomplex составил такой же список, только уже из ста песен, и в нём поместил «Encore» на 62-е место.

## Список композиций
12-дюймовый сингл
| №                   | Название                   | Версия              | Длительность             |
| ------------------- | -------------------------- | ------------------- | ------------------------ |
| 1.                  | «Encore»                   | Цензурная           | 5:13                     |
| 2.                  | «Encore» / «Curtains Down» | Альбомная           | 5:47                     |
| 3.                  | «Encore»                   | Инструментальная    | 5:21                     |
| 4.                  | «Encore»                   | А капелла           | 5:16                     |
| Общая длительность: | Общая длительность:        | Общая длительность: | Общая длительность 21:37 |

Сторона «B» полностью повторяет сторону «А».

## Участники записи
Информация взята из буклета к альбому Encore.
Песня была записана в студии Transcontinental Studios (город Орландо, штат Флорида) и студии 54Sound (Детройт, Мичиган). Сведена в студии Record One Recording (Шерман-Оукс, Калифорния).
| - Eminem — автор песни, исполнитель - Dr. Dre — автор песни, исполнитель, продюсер, аудиомонтажёр - 50 Cent — автор песни, исполнитель - Майк Элизондо — автор песни, гитарист, клавишник - Марк Батсон — автор песни, продюсер, клавишник - Че Поуп — автор песни - Луис Ресто — дополнительный клавишник - Че Вишес — музыкальный программист | - Маурицио «Veto» Ирагорри — звукоинженер - Стив Бауман — звукоинженер - Стив Кинг — звукоинженер - Тони Кампана — звукоинженер - Майк Стрейндж — звукоинженер - Майкл Срока — ассистент звукоинженера - Бен Джост — ассистент звукоинженера - Рубл Капур — ассистент звукоинженера |

## Позиции в чартах
| Чарт (2004—2005)                         | Высшая позиция |
| ---------------------------------------- | -------------- |
| UK Singles (The Official Charts Company) | 116            |
| US Billboard Hot 100                     | 25             |
| US Hot R&B/Hip-Hop Songs (Billboard)     | 48             |
| US Rap Songs (Billboard)                 | 20             |
| US Top 40 Mainstream (Billboard)         | 19             |
| US Pop 100 (Billboard)                   | 22             |